# پال گره‌کو
پال گره‌کو (انگلیسی: Paul Greco؛ ۲۱ اکتبر ۱۹۵۵ – ۱۷ دسامبر ۲۰۰۸) بازیگر و موسیقی‌دان اهل ایالات متحده آمریکا بود.
از فیلم‌ها یا برنامه‌های تلویزیونی که وی در آن نقش داشته است، می‌توان به آخرین وسوسه مسیح، سلحشوران و برادوی دنی رز اشاره کرد.